# Памятник самолёту Ту-104 (Ишимбай)
«Самолёт Ту-104» — достопримечательность и гордость города Ишимбая в 1979—2005 годах. Уничтожен в 2005 году.

## Описание памятника
Представлял собой образец первого отечественного гражданского реактивного самолёта Ту-104 (модификация Ту-104А) с бортовым номером 42376, один из 201 экземпляров.

## История
В 1970-е годы Алексей Андреевич Туполев, будучи кандидатом в депутаты Совета национальностей Верховного Совета СССР от Башкирской АССР по Ишимбайскому избирательному округу № 509, откликнулся на просьбу главы Ишимбая Владимира Николаевича Полякова и подарил городу творение своего отца, Андрея Николаевича Туполева.
Самолёт в город привезли в разобранном виде и собрали у Дворца пионеров (ныне — Дворец детского и юношеского творчества), проспект Ленина, дом 22. За Дворцом пионеров находилась площадка для испытания авиационных моделей (ныне — 9-этажный дом).
В самолёте планировалось создать детский кинотеатр, музей аэронавтики, но эти планы были заморожены, самолёт подвергался нападению вандалов. В начале 2000-х годов по инициативе главы Ишимбая Владимира Давыдова в самолёте открылось кафе. После смены руководства города самолёту не уделяли должную охрану, в 2005 году его подожгли. Администрация города приняла решение сдать самолёт на металлолом. На место памятника-самолёта перенесли памятник Мажиту Гафури со Стахановской улицы.
Ныне, вокруг памятника Мажиту Гафури, разбит сквер Пограничников, в котором установлен памятник пограничнику с собакой.